# Premio Agatha per il miglior racconto breve
Il premio Agatha per il miglior racconto breve (in inglese Best Short Story), è una delle cinque categorie in cui viene assegnato regolarmente, durante il premio letterario statunitense Agatha Award dalla Malice Domestic Ltd. dal 1989 in omaggio ad un racconto breve pubblicato per la prima volta in una Antologia. Il premio viene assegnato dalla Malice Domestic Ltd durante una Conferenza Nazionale annuale. I maggiori successi in questa categoria sono stati di Dana Cameron (200, 2011 e 2012) e Art Taylor (2013, 2014 e 2016) ai quali è stato assegnato il premio tre volte.
I racconti devono essere stati nel corso dell'anno precedente pubblicato la prima volta in un'antologia.

## Albo d'oro
| Anno | Vincitore                     | Titolo originale                                 | Titolo originale dell'antologia (dove è stato pubblicato il racconto) |
| ---- | ----------------------------- | ------------------------------------------------ | --------------------------------------------------------------------- |
| 1988 | Robert Barnard                | More Final Than Divorce                          | Ellery Queen Mystery Magazine                                         |
| 1989 | Sharyn McCrumb                | A Wee Doch And Doris                             | Mistletoe Mysteries (Mysterious Press)                                |
| 1990 | Joan Hess                     | Too Much To Bare                                 | Sisters in Crime 2 (Berkley Publishing Group)                         |
| 1991 | Margaret Maron                | Deborah's Judgment                               | A Woman's Eye (Delacourte Press)                                      |
| 1992 | Aaron Elkins Charlotte Elkins | Nice Gorilla                                     | Malice Domestic 1 (Pocket Books)                                      |
| 1993 | M. D. Lake                    | Kim's Game                                       | Malice Domestic 2 (Pocket Books)                                      |
| 1994 | Dorothy Cannell               | The Family Jewels                                | Malice Domestic 3 (Pocket Books)                                      |
| 1995 | Elizabeth Daniels Squire      | The Dog Who Remembered Too Much                  | Malice Domestic 4 (Pocket Books)                                      |
| 1996 | Carolyn Wheat                 | Accidents Will Happen                            | Malice Domestic 5 (Pocket Books)                                      |
| 1997 | M. D. Lake                    | Tea for Two                                      | Funnybones (Penguin Books)                                            |
| 1998 | Barbara D'Amato               | Of Course You Know That Chocolate Is A Vegetable | Ellery Queen's Mystery Magazine, Novembre 1998                        |
| 1999 | Nancy Pickard                 | Out of Africa                                    | Mom, Apple Pie, and Murder (Berkley Publishing Group)                 |
| 2000 | Jan Burke                     | The Man in the Civil Suit                        | Malice Domestic 9 (Avon Books)                                        |
| 2001 | Katherine Hall Page           | The Would-Be-Widower                             | Malice Domestic X (Avon Books)                                        |
| 2002 | Margaret Maron                | The Dog That Didn't Bark                         | Ellery Queen Mystery Magazine, Dicembre 2002                          |
| 2002 | Marcia Talley                 | Too Many Cooks                                   | Much Ado About Murder (Berkley Prime Crime)                           |
| 2003 | Elizabeth Foxwell             | No Man's Land                                    | Blood On Their Hands (Berkley Prime Crime)                            |
| 2004 | Elaine Viets                  | Wedding Knife                                    | Chesapeake Crimes (Quiet Storm Publishing)                            |
| 2005 | Marcia Talley-Chesapeake      | Driven to Distraction                            | Crimes II (Quiet Storm Publishing)                                    |
| 2006 | Toni L. P. Kelner             | Sleeping with the Plush                          | Alfred Hitchcock Mystery Magazine, Maggio 2006                        |
| 2007 | Donna Andrews                 | A Rat's Tale                                     | Ellery Queen's Mystery Magazine, Sett./Ott. 2007                      |
| 2008 | Dana Cameron                  | The Night Things Changed                         | Wolfsbane & Mistletoe (Hg.: Charlaine Harris)                         |
| 2009 | Hank Phillippi Ryan           | On the House                                     | Quarry (Hg.: Kate Flora u. a.; Level Best Books)                      |
| 2010 | Mary Jane Maffini             | Su Much in Common                                | Ellery Queen's Mystery Magazine, Sett./Ott. 2010                      |
| 2011 | Dana Cameron                  | Disarming                                        | Ellery Queen's Mystery Magazine, Giu. 2011                            |
| 2012 | Dana Cameron                  | Mischief in Mesopotamia                          | Ellery Queen’s Mystery Magazine, Nov. 2012                            |
| 2013 | Art Taylor                    | The Care and Feeding the House Plants            | Ellery Queen’s Mystery Magazine, Marz/Apr. 2013                       |
| 2014 | Art Taylor                    | The Odds Are Against Us                          | Ellery Queen’s Mystery Magazine, Nov. 2014                            |
| 2015 | Barb Goffman                  | A Year Without Santa Claus?                      | Alfred Hitchcock’s Mystery Magazine, Gen./Feb. 2015                   |
| 2016 | Art Taylor                    | Parallel Play                                    | Chesapeake Crimes: Storm Warning                                      |
| 2017 | Gigi Pandian                  | The Library Ghost of Tanglewood Inn              | Henery Press                                                          |
| 2018 | Leslie Budewitz               | All God’s Sparrows                               | Alfred Hitchcock Mystery Magazine                                     |
| 2018 | Tara Laskowski                | The Case of the Vanishing Professor              | Alfred Hitchcock Mystery Magazine                                     |
| 2019 | Shawn Reilly Simmons          | The Last Word                                    | Malice Domestic 14: Mystery Most Edible                               |
| 2020 | Barb Goffman                  | Dear Emily Etiquette                             | Ellery Queen's Mystery Magazine, Sett./Ott. 2020                      |
| 2021 | Shawn Reilly Simmons          | Bay of Reckoning                                 | Murder on the Beach (Destination Murders)                             |